# ISPConfig
ISPConfig je open source ovládací panel pro hostingové služby pod systémem Linux. ISPConfig je pod BSD licencí. ISPConfig zjednodušuje komplikované detaily nastavování DNS záznamů, několika domén umístěných na jednom fyzickém serveru a e-mailové účty pro více uživatelů pod těmito doménami. 
Nastavování ISPConfig je sice trochu náročné, ale přesto je to o mnoho jednodušší, než nastavování DNS záznamů ručně. ISPConfig může pomoci novým uživatelům systému Linuxu nakonfigurovat web a e-mail rychleji a jednodušeji, než by to zvládli sami. Umožní jim využívat všech výhod dříve, než nastane pocit rozčarovaní z neúspěšné konfigurace serveru a než se vzdají. Jinak musí být totiž uživatelé experti v DNS/BIND, postfix/maildir/courier a apache/php, aby přiměli server plnit své základní funkce, a dospět do místa, kdy je práce na serveru začne bavit.
Toto tvoří z ISPconfig „bránu ke světu LINUXu“. Lidé si užívají benefitů komplexních serveru zatímco se o nich stále učí.
Pro zkušené LINUX mastery ISPConfig urychluje a zjednodušuje společnou správu serveru a provozní úkoly, jako je vytváření spousty nových e-mailových účtů nebo rychlé zřízení spousty nových kořenových adresářů (výchozích složek) pro nové domény. Provádění těchto změn ručně z příkazového řádku zabere mnohem více času a úsilí, nemluvě o nudné opakující se práci, při které může docházet ke spoustě chyb.

## Představení
ISPConfig umožňuje svým uživatelům spravovat internetové služby, jako jsou webové servery, FTP servery, databázové servery a DNS servery. Současné umožňuje konfiguraci firewallů, anti-virových programů, uživatelů a shellových skriptů uživatelům, emailových autoodpovídačů, spamových filtry a diskových kvót.